# Norman Robinson
Joseph Norman Robinson (Middlesbrough, 5 gennaio 1921 – 1990) è stato un calciatore inglese, di ruolo difensore.

## Caratteristiche tecniche
Era un difensore centrale

## Carriera
Dal 1938 e poi anche durante gli anni della seconda guerra mondiale ha giocato a livello dilettantistico con il South Bank St Peter's per poi nel 1946 passare al Middlesbrough, club con cui all'età di 25 anni ha esordito tra i professionisti giocando 16 partite nella prima divisione inglese. Ha poi giocato un'ulteriore partita in questa categoria nella stagione 1947-1948, terminata la quale è passato in seconda divisione al Template:Calcio Grimbsy Town, giocando ulteriori 5 partite da professionista in questa categoria. Nel 1949, all'età di 28 anni, si è ritirato prematuramente a causa di un grave infortunio.